# Eucelatoria guimaraesi
Eucelatoria guimaraesi är en tvåvingeart som beskrevs av Curtis W. Sabrosky 1981. Eucelatoria guimaraesi ingår i släktet Eucelatoria och familjen parasitflugor. Inga underarter finns listade i Catalogue of Life.